# Jabłowo (przystanek kolejowy)
Jabłowo – bocznica szlakowa i przystanek osobowy w Jabłowie, w województwie pomorskim, w Polsce.